# Політика Індії
Політика Індії проходить у рамках її Конституції. Індія є федеративною парламентською демократичною республікою, в якій президент Індії є главою держави, а прем'єр-міністр Індії є главою уряду. Індія дотримується подвійної політики, тобто подвійний уряд, який складається з центральної влади в центрі і держав на периферії. Конституція визначається організацією, повноваження та обмеження центральним урядом і урядами штатів, і це добре відбивається, жорсткою і вважається вищим, тобто закони країни повинні відповідати їй.
Існує положення для двопалатного законодавчого органу, що складається з верхньої палати, в Раджья Сабха, який представляє державам Індійського Федерації, і нижньої палати, тобто Лок Сабха, який представляє народ Індії в цілому. Конституція Індії передбачає створення незалежної судової влади, яку очолює Верховний суд. Суд уповноважений захищати Конституцію, вирішувати спори між центральним урядом і Штатами, щоб врегулювати міждержавні спори, анулювати ні центральна, ні державні закони, що суперечать Конституції та захисту основних прав громадян, видача виконавчих листів на їх виконання у випадках порушення.
Уряд формується на основі виборів, які проводяться кожні п'ять років (якщо не зазначено інше), сторони, заручаються більшістю голосів членів відповідних нижньої палати (Лок Сабха в центральної влади і Видхан Сабха в Штатах). Індія мала свої перші загальні вибори в 1951 році, в яких переміг Індійський національний конгрес Політична партія продовжувала домінувати в наступних виборах аж до 1977, коли на з'їзді було сформовано уряд вперше у незалежній Індії. У 1990-ті роки кінець однопартійного панування і підйом коаліційного уряду. На виборах по 16-й Лок Сабха, що проходила з квітня 2014 по травень 2014 року, знову повернув однопартійну систему в країну, з Бхаратія Джаната Парті будучи в змозі претендувати на більшість у Лок Сабхе.
В останні десятиліття індійська політика стала династичною справою. Можливими причинами цього може бути відсутність партійних організацій, незалежних організацій громадянського суспільства, які мобілізують на підтримку партій і централізованого фінансування виборів. Цей економіст аналітичної групи за рейтингом Індії як "неповноцінна демократія" у 2016 році.

## Політичні партії та альянси
Порівняно з іншими демократичними країнами, Індія має велику кількість політичних партій. Було підраховано, що утворилися після того, як Індія стала незалежною в 1947 році більше 200 учасників.
Деякі особливості політичних партій в Індії є те, що сторони, як правило, сплетеною навколо своїх лідерів, лідери активно грати домінуючу роль, і роль лідерства можуть бути передані, таким чином, схильність до династичної маршрут. Двох основних партій в Індії "Бхаратія Джаната Парті", також відомий як БДП та Індійського національного конгресу, який зазвичай називають МКП або просто з'їзд. Ці дві партії домінують у національній політиці. На лівий-правий політичний спектр, Індійський національний конгрес це благополуччя-важкі, Партія центру, в той час як БДП є фіскально консервативні, праві партії.[джерело?]

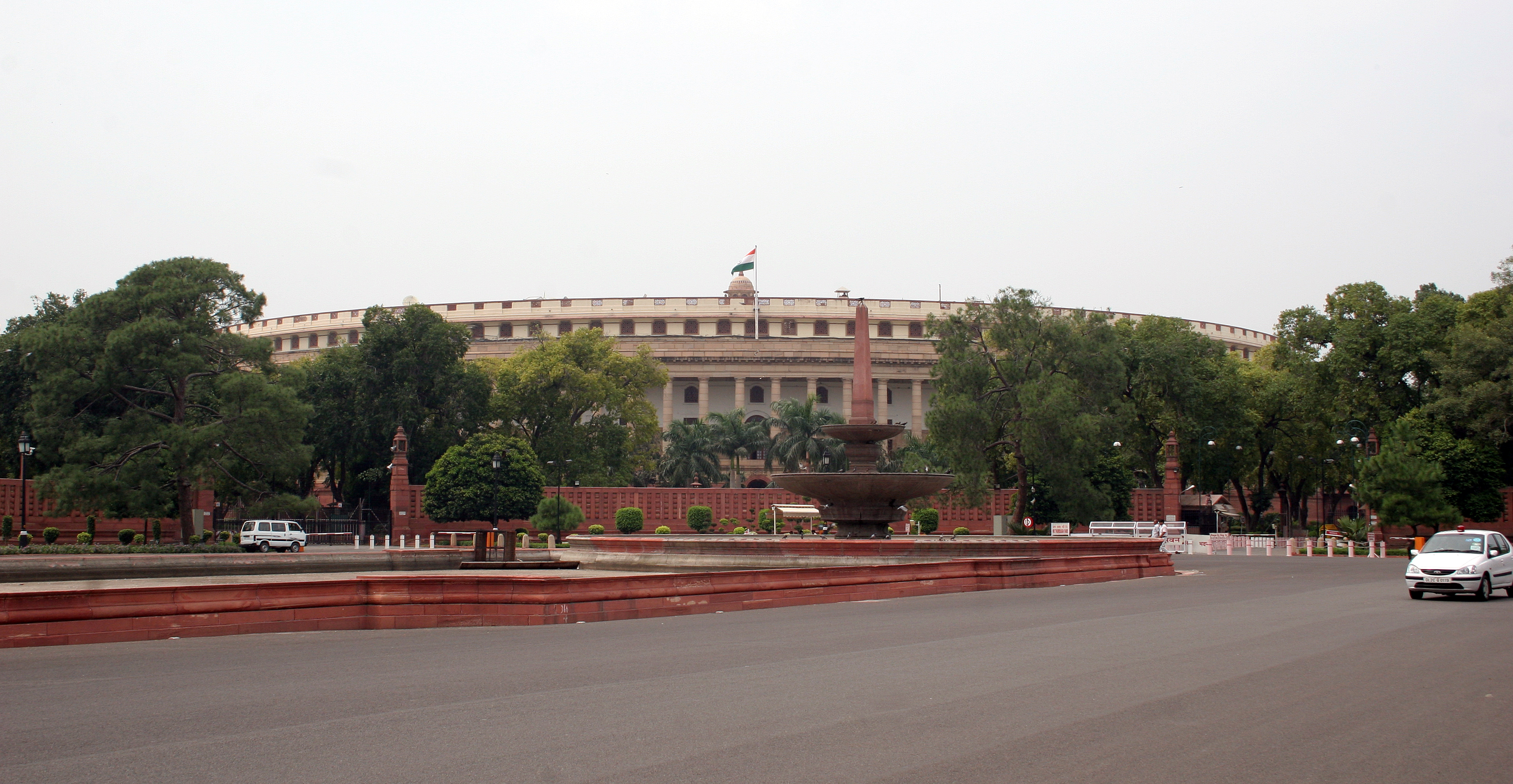
Парламент Індії.

### Типи політичних партій
Існує два типи політичних партій в Індії - Національна партія і регіональна/державі-учасниці. Кожна політична партія повинна мати позначення повинні бути зареєстровані виборчої комісії Індії. Символи використовуються в індійській політичної системи як особистості політичних партій та так, що неграмотні люди теж можуть голосувати, визнавши символікою партії.
У нинішній поправці до символів того, комісія вселені наступні п'ять принципів, які, на його думку, повинні лежати в основі державного устрою в країні, що знаходиться, як це в її нинішньому стані:
1. Законодавчі присутність є обов'язковою для визнання в якості національної або державної партії.
2. Для національної партії, вона повинна бути законодавча присутність в Лок Сабха і держава-учасниця, законодавче присутність має бути відображено в Державній Асамблеї.
3. На будь-яких виборах, партія може виставлю свою кандидатуру тільки з числа власних членів.
4. Партії, яка втрачає свого визнання, не відразу позбудеться свого символу, але повинна бути надана можливість використовувати цей символ протягом деякого часу, щоб спробувати і отримати його стан. (Однак, у задоволенні такого об'єкта на вечірку, щоб використовувати його символ не означатиме розширення інших об'єктів, так як доступні визнаються сторонами, як, вільний час на Дурдаршан/повітря, безоплатне постачання примірників списків виборців і т. д.)
5. Визнання має бути дано тільки тієї сторони, на основі власної діяльності вибори і не тому, що це відкололася група, якоїсь іншої партії.

Критерії
- Політична партія повинна мати право бути визнаним в якості національної партії, якщо:

1. це забезпечує принаймні шість відсотків(6%) дійсних голосів, отриманих в будь-якому з чотирьох або більше держав, на загальних виборах в палату народів або, щоб Законодавчі збори штату;
2. крім того, він виграє принаймні чотири місця в Палаті народу від будь-якої держави або держав.

Або
він виграє як мінімум два відсотки (2%) місць в Палаті народу (тобто 11 місць у вже існуючий будинок, маючи 543 членів), і ці члени обираються з принаймні трьох різних держав.
- Крім того, політична партія має право бути визнана як держава - учасниця, якщо:

1. це забезпечує принаймні шість відсотків (6%) дійсних голосів, отриманих в державі на загальних виборах, або в будинок людей або в Законодавчі Збори відповідної держави; і
2. крім того, він виграє принаймні два місця в Законодавчому зборах відповідної держави.

Або
він виграє як мінімум три відсотки (3%) від загальної кількості місць в Законодавчих зборах штату, або, принаймні три місця у зборах, в залежності від.
В даний час існує сім національних партій і багато інші держави-учасники.

### Альянси
Індія має історію альянсів і розпад альянсів. Проте, є три альянсів на національному рівні в Індії, змагаючись один з одним за позицію уряду. Учасники-члени працювати в гармонії на задоволення національних інтересів, хоча партія може стрибати кораблів. 
Трьох альянсів -
- Національний демократичний альянс (НДА) - правоцентристська коаліція на чолі з БДП був утворений у 1998 році після виборів. НДА сформовано уряд, хоча уряд не довго, AIADMK зняв підтримки від нього в результаті в 1999 загальні вибори, в яких переміг НДА і відновленої енергії. Коаліційний уряд пішли на повний п'ятирічний термін, ставши першим не-конгресу уряд зробити це. У 2014 загальних виборів, НДА знову повернувся до влади вдруге, з історичної мандата з 543 336 Лок Сабха місць. БДП перемогла саму 282 місць, тим самим обравши Нарендра Моді в якості глави уряду.
- Об'єднаний прогресивний альянс (УПА) - лівоцентристська коаліція на чолі з індійським Національним Конгресом; цей союз був створений після 2004 загальні вибори, з альянсом формування уряду. Альянсу, навіть після втрати деяких його членів, був переобраний в 2009 загальні вибори з Манмоханом Сінгхом в якості глави уряду.
- Третій фронт - коаліція партій, які не належать ні до однієї з перерахованих вище таборах з певних проблем. Однією із сторін в альянс, ІСЦ(м), до 2009 загальних виборів, був членом партії УПА. У альянсу немає офіційної провідної партії і дрібні партії часто входити і виходити з альянсу з політичних міркувань. Багато з цих союзник сторін на національному рівні, але конкурс один проти одного на державному рівні. Притаманна проблема з таким третім є те, що вони тільки пов'язані один з одним тим, що вони не відповідають жодному з двох основних альянсів, а не через схожі ідеологічні позиції. Це часто означає, що цей союз є лише союз в ім'я і на насправді не забезпечують єдиний фронт, який може служити в якості альтернативи двох історично відомих альянсів. Тому, незважаючи на наявність цього так званого третього фронту і, здавалося б, альтернативні варіанти,індійській політиці за великим рахунком залишається де-факто двопартійної системи на національному рівні.

## Місцеве самоврядування
Системи панчаяти Радж або органів місцевого самоврядування відіграють важливу роль в індійській політиці, так як він зосереджений на низових рівнях керування в Індії.
24 квітня 1993 року, Законі Про Конституційний (73-я поправка), 1992 набула чинності для забезпечення конституційного статусу системи Панчаяти Радж. Цей закон був продовжений до Панчаятов в Зоні племен з восьми держав, а саме Андхра-Прадеш, Біхар, Гуджарат, Хімачал-Прадеш, Махараштра, Мадхья-Прадеш, Орісса і Раджастан від 24 грудня 1996 року.
Цей закон покликаний забезпечити 3-х рівнева система Панчаяти Радж для всіх держав з населенням понад 2 мільйонів, щоб тримати панчаят вибори регулярно кожні 5 років, щоб забезпечити бронювання місць для запланованих каст, запланованих племен і жінки, призначити державну фінансову комісію, щоб зробити рекомендації щодо фінансових повноважень Панчаятов і складають планувального району комітет підготувати проєкт планування району.

## Роль політичних партій
Як і в будь-якій іншій демократії, політичні партії представляють різні розділи серед індійського суспільства і регіонів, так і їх основних цінностей відіграють важливу роль у політиці Індії. Обидва виконавчої влади та законодавчої гілки влади очолюють представники політичних партій, які були обрані шляхом виборів. Через виборчий процес, народ Індії вибрати представника і яка політична партія повинна керувати державою. За допомогою виборів будь-яка партія може набрати просту більшість у нижній палаті. Коаліції формуються політичні партії, у разі, якщо жодна з партій не отримує простої більшості в нижній палаті. Якщо партія або коаліція має більшість у нижній палаті, уряд не може бути сформований, що партія або коаліція.

Нинішніх правлячих партій в Штатах і союзних територіях Індії
Bharatiya Janata Party (BJP)
Coalition with BJP
Індійський Національний Конгрес
Coalition with INC
Other parties

Індія має багатопартійну систему, де існує цілий ряд національних, а також регіональних партій. Регіональна партія може набрати більшість і правил конкретної держави. Якщо сторона представлена більш ніж в 4 Штатах, було б назвати національної партії. З 66 років незалежності Індії, Індія була під владою Індійський національний конгрес (ІНК) для 53 років, за станом на березень 2014 року.
Партія користувалася парламентської більшості, за винятком двох коротких періодів протягом 1970-х і кінці 1980-х років. Це правило було перервано між 1977 і 1980, коли Джаната партії коаліції перемогли на виборах за суспільного невдоволення спірний надзвичайного стану, заявив тодішній прем'єр-міністр Індіра Ганді. У Джаната дав перемогла на виборах у 1989 році, але уряду вдалося утримати владу протягом лише двох років.
Між 1996 і 1998 роках, був період політичних змін з урядом формується перша націоналістична Бхаратія Джаната Парті (БДП) з подальшим лівих в єдиний фронт коаліції. У 1998 році, БДП утворили Національно-демократичний альянс з більш дрібних регіональних партій, і став першим не-Inc і коаліційний уряд, щоб завершити повний п'ятирічний термін. У 2004 році в Індійському виборів побачив ІНК виграє найбільшу кількість місць, щоб сформувати уряд, веде Об'єднаного прогресивного альянсу, і підтримується лівого боку і тих, хто виступає проти БДП.
22 травня 2004 року Манмохан Сінгх був призначений прем'єр-міністром Індії після перемоги ІНК & Лівий фронт в 2004 Лок Сабха виборів. В УПА правили в Індії без підтримки Лівого фронту. Раніше, Атал Біхарі Ваджпаї вступив на цю посаду в жовтні 1999 року після загальних виборів, на яких БДП-коаліція з 13 партій називають націонал-Демократичний альянс склався з більшістю. У травні 2014 року, Нарендра Моді БДП був обраний прем'єр-міністром Індії.
Формування коаліційних урядів, які відображають перехід в індійській політиці від національних партій на більш дрібні, більш вузьку базу регіональних партій. Деякі регіональні партії, особливо в Південній Індії, глибоко вирівняний по ідеології регіону, на відміну від національних партій і, отже, відносин між центральним урядом і урядом штату в різних державах не завжди були вільні від злості. Відмінності між ідеологіями політичних партій правлячої центру і держави веде до сильно викривленого розподілу ресурсів між державами.

## Політичні питання

### Соціальні питання
У відсутність гомогенності в індійській популяції викликає розбіжності між різними групами людей на основі релігії, регіону, мови, касти і раси. Це призвело до виникнення політичних партій з порядку денного харчування для одного або суміші з цих груп. Партії в Індії також націлені на людей, які не на користь іншої сторони і використовуйте їх як актив.
Деякі партії відкрито сповідувати свою увагу на певній групі; наприклад, хвилі Munnetra Kazhagamі всій Індії Ганна хвилі Munnetra Kazhagamспрямована на дравидського населення і тамільської ідентичності; Биджу Джаната давз поборничеством Одіа культури; по Шив Сеназ про-Маратхі порядку денного; Нага "Народний фронт"з вимогою про захист Нага племінної ідентичності; Народно-Демократична партія і Національна конференціяз закликом до Кашмірської мусульманської ідентичності. Деякі інші партії претендують на універсальний характер, але, як правило, отримують підтримку певних верств населення. Наприклад, Раштрія Джаната дав (перекладається як народна Національна партія) має право голосу банку серед Шахова та мусульманське населення Біхара і всіх Індії Trinamool Конгресу не має яких-небудь істотних підтримку за межами Західної Бенгалії.
Вузький фокус і votebank політика більшості партії, навіть у центральному уряді і центральних законодавчих органів, Національний стороні такі питання, як економічного добробуту і національної безпеки. Крім того, внутрішня безпека теж під загрозою, оскільки число політичних партій підбурюванні і провідних насильства між двома протиборчими групами людей-це часте явище.

### Економічні питання
Економічні проблеми, як бідність, безробіття, розвиток основні питання, які впливають на політику. Гарибли hatao (викорінення бідності) було гасло Індійського національного конгресу протягом тривалого часу. Відомий Бхаратія Джаната Парті(БДП) сприяє вільної ринкової економіки. Найбільш популярним гаслом в цій області є сайт sath Ка Саб, Саб Вікас ка (співпраця з усіма, прогрес). У Комуністичної партії Індії (марксистської) рішуче підтримує ліві політики, як землі для всіх, право на працю і рішуче виступає проти нео-ліберальної політики, такі як глобалізація, капіталізм і приватизація.

### Закон і порядок
Тероризм, Naxalism, релігійному насильстві і відносинах між кастами насильства є важливими питаннями, які впливають на політичну обстановку індійської нації. Жорстке антитерористичне законодавство, таких як Тада, поту і MCOCA отримали великий політичний резонанс, як на користь, так і проти.
Тероризм торкнувся політика Індії з моменту його зачаття, будь то тероризм, підтримуваний з Пакистану або внутрішні партизанські загони, такі як наксалітів. У 1991 році колишній прем'єр-міністр Раджів Ганді був убитий під час виборчої кампанії. Терориста-смертника був пізніше пов'язаний з шрі-ланкійської терористичної угруповання Тигри звільнення Таміл-Ілама, як пізніше з'ясувалося, що вбивство було актом помсти за Раджива Ганді відправки військ у Шрі-Ланці проти них в 1987 році.
На Бабрі Масджид знесення на 6 грудня 1992 року індуїстські Karsevaks результаті в країні масові заворушення в два місяці, у гіршому, що відбуваються в Мумбаї з не менш 900 загиблих. Заворушення супроводжувалися 1993 Мумбаї вибухів, що призвело до великої кількості смертей.
Закон і порядок питань, таких як заходи по боротьбі з організованою злочинністю є питання, які не впливають на підсумки виборів. З іншого боку, є кримінальний–політик Нексус. Багато обрані законодавці проти них кримінальні справи. У липні 2008 року "Вашингтон Пост" повідомила, що майже чверть 540 індійського парламенту члени були пред'явлені кримінальні звинувачення, в тому числі торгівлі людьми, дитячої проституції імміграція ракетки, розкрадання, зґвалтування і навіть вбивства".

## Високі політичні посади в Індії

### Президент Індії
Конституція Індії встановлює, що глава держави і виконавчої влади Союзу є президент Індії. Він обирається на п'ятирічний термін колегією вибірників, що складається з членів обох палат парламенту і членів законодавчих зборів штатів. Президент має право на перевибори; однак, в Індії незалежної історії, тільки один президент був переобраний, Раджендра Прасад.
Президент призначає прем'єр-міністр Індії від партії або коаліції, яка і користуються максимальною підтримкою Лок Сабха, по чиїй рекомендації він/вона призначає інших міністрів. Президент також призначає суддів Верховного суду і Вищого суду. Це за рекомендацією Президента про те, що будівля парламенту, і лише президент має право розпускати Лок Сабха. Крім того, ні один законопроєкт, прийнятий парламентом, може стати законом без згоди президента.
Однак, роль президента Індії дуже урочистий. Всі повноваження президента, згадані вище, здійснюються за рекомендацією Спілки Кабінет міністрів, і президент не має багато повноважень у цих питаннях. Президент також не має право здійснювати свої повноваження виконавчої влади, а реальна виконавча влада знаходиться в Кабміні. Нинішній президент Рам Натх Kovind.

### Віце-президент Індії
Віце-президент Індії за Конституцією другий найбільш високопоставлений посаду в країні, після президента. Віце-президент обирається колегією вибірників, що складається з членів обох палат парламенту.
Як президент, роль віце-президента і парадні, без реальних повноважень, покладених на нього/неї. Віце-президент заповнює вакансії посади президента (до виборів нового президента). Його єдина регулярна функція полягає в тому, що він функції голови Раджья Сабха. Ніякі інші обов'язки/повноваження покладено на офіс. Нинішній віце-президент М. venkaiah знайду.

### Прем'єр-міністр і Рада Міністрів Союзної
Союзний Рада міністрів, очолюваний прем'єр-міністром, це тіло, з яким проживає реальну виконавчу владу. Прем'єр-міністр визнав глава уряду.
Рада Міністрів є органом міністрів, з якими PM працює на повсякденній основі. Робота розділена між різними міністрами різних відомств і міністерств. На засіданні союзного Радміну-це невеликий орган міністрів, який лежить в рамках Ради міністрів, який є найбільш потужним набором людей в країні, грає важливу роль в законодавстві, так і для виконання.
Всі члени Ради міністрів повинні бути членами однієї з палат Парламенту під час призначення, або повинні зробити обрані/призначені для будь палаті протягом шести місяців після їх призначення.
Це союз кабінет, який координує всю зовнішню і внутрішню політику Союзу. Вона здійснює велику контролю за діяльністю адміністрації, фінансів, законодавства, військової і т. д. Голова Союзу Кабінет міністрів є прем'єр-міністр. Нинішній прем'єр-міністр Індії Нарендра Моді.

### Уряди Штатів
India has a federal form of government, and hence each state also has its own government. The executive of each state is the Governor (equivalent to the president of India), whose role is ceremonial. The real power resides with the Chief Minister (equivalent to the Prime Minister) and the state council of ministers. States may either have a unicameral or bicameral legislature, varying from state to state. The Chief Minister and other state ministers are also members of the legislature.

## Династій в індійській політиці
В останні десятиліття індійська політика стала династичною справою. Причин цьому може бути відсутність партійної організації, незалежних організацій громадянського суспільства, які мобілізують підтримку партії, а також централізоване фінансування виборів. Це явище спостерігається як на національному рівні, а також на державному рівні. Один приклад династичної політики був Неру–Ганді сім'я, яка випускається три індійських прем'єр-міністрів, а також провідні з'їзду партії. На державному рівні теж, ряд політичних партій, наприклад, Широмани Акали дав, ДМК, Шив Сена, прп, партії Телугу Десам, Телангана Раштра Самітхі і Samajwadi партії на чолі з членами родини колишніх лідерів.